# Punt van Reide
Koordinaten: 53° 18′ 5″ N, 7° 5′ 10″ O
Punt van Reide ist eine niederländische Halbinsel im Dollart. 
Sie liegt in der Provinz Groningen etwa 3 Kilometer östlich des zur Gemeinde Eemsdelta gehörenden Ortes Termunten, direkt an der Grenze zu deutschen Hoheitsgewässern (in der niederländischen Auffassung verläuft die Grenze etwas weiter nördlich). Sie bildet eine natürliche Grenze zwischen dem Dollart und der Emsmündung.
Die Landzunge ist gut 3 Kilometer lang, bis zu 800 Meter breit und erreicht eine maximale Höhe von 2,4 m NAP. 
Noch bis zum 16. Jahrhundert gab es auf der damals noch deutlich größeren, heute unbewohnten Halbinsel die zwei teilweise befestigten Dörfer Westerreide und Osterreide sowie ein Kloster, von denen heute aber kaum noch Überreste erhalten sind. Punt van Reide ist ein Teil des großen Naturschutzgebietes von Dollart.